# Joseph Allen
Joseph Percival Allen IV (Crawfordsville, 27 juni 1937) is een Amerikaans voormalig ruimtevaarder. Allens eerste ruimtevlucht was STS-5 met de spaceshuttle Columbia en vond plaats op 11 november 1982. Tijdens de missie werden twee communicatiesatellieten in een baan ronde de Aarde gebracht.
In totaal heeft Allen twee ruimtevluchten op zijn naam staan. In 1985 verliet hij NASA en ging hij als astronaut met pensioen. Tijdens zijn missies maakte hij twee ruimtewandelingen.
Joseph Allen fungeerde in juli en augustus 1971 als CapCom (Capsule Communicator) tijdens de bemande maanmissie Apollo 15.